# Serhii Arbuzov
Serhii Gennadiovici Arbuzov (în ucraineană  Сергій Геннадійович Арбузов; n. 24 martie 1976) este un om de afaceri și politician ucrainean. Arbuzov a îndeplinit funcția de prim-ministru al Ucrainei în 28 ianuarie și 27 februarie 2014. În perioada 2010 - 2012 a fost Guvernator al Băncii Naționale a Ucrainei.